# Élections législatives de 1962 dans la Haute-Saône
Les élections législatives françaises de 1962 se déroulent les 18 et 25 novembre 1962. Dans le département de la Haute-Saône, deux députés sont à élire dans le cadre de deux circonscriptions.

## Élus
| Circonscription | Député sortant | Parti | Parti | Député élu ou réélu | Parti | Parti   |
| --------------- | -------------- | ----- | ----- | ------------------- | ----- | ------- |
| 1re             | Pierre Vitter  |       | CNIP  | Pierre Vitter       |       | RI      |
| 2e              | Alfred Clerget |       | UNR   | Alfred Clerget      |       | UNR-UDT |

## Résultats

### Résultats à l'échelle du département
| Parti          | Parti                                   | Premier tour | Premier tour | Second tour | Second tour | Sièges |
| Parti          | Parti                                   | Voix         | %            | Voix        | %           | Sièges |
| -------------- | --------------------------------------- | ------------ | ------------ | ----------- | ----------- | ------ |
|                | Union pour la nouvelle République (UDT) | 24 267       | 26,64        | 26 726      | 50,03       | 1      |
|                | Républicains indépendants               | 22 033       | 24,19        |             |             | 1      |
|                | Majorité présidentielle                 | 46 300       | 50,83        | 26 726      | 50,03       | 2      |
|                |                                         |              |              |             |             |        |
|                | Parti radical                           | 28 129       | 30,88        | 26 690      | 49,97       | 0      |
|                | Parti communiste français               | 9 344        | 10,26        | Retrait     | Retrait     | 0      |
|                | Parti socialiste unifié                 | 4 610        | 5,06         | Retrait     | Retrait     | 0      |
|                | Extrême droite                          | 2 710        | 2,97         |             |             | 0      |
|                |                                         |              |              |             |             |        |
| Inscrits       | Inscrits                                | 131 847      | 100,00       | 67 012      | 100,00      | 2      |
| Abstentions    | Abstentions                             | 36 550       | 27,72        | 12 242      | 18,27       |        |
| Votants        | Votants                                 | 95 297       | 72,28        | 54 770      | 81,73       |        |
| Blancs et nuls | Blancs et nuls                          | 4 204        | 4,41         | 1 354       | 2,47        |        |
| Exprimés       | Exprimés                                | 91 093       | 95,59        | 53 416      | 97,53       |        |

### Résultats par circonscription

#### Première circonscription (Vesoul)
|                | Pierre Vitter sortant réélu | RI             | 22 033 | 51,99  |  |  |  |
|                | Pierre Rénet                | Radcent        | 12 419 | 29,3   |  |  |  |
|                | Henri Carel                 | PCF            | 5 219  | 12,31  |  |  |  |
|                | Paul Thiabaud               | Extrême droite | 2 710  | 6,39   |  |  |  |
|                |                             |                |        |        |  |  |  |
| Inscrits       | Inscrits                    | Inscrits       | 64 846 | 100,00 |  |  |  |
| Abstentions    | Abstentions                 | Abstentions    | 20 172 | 31,11  |  |  |  |
| Votants        | Votants                     | Votants        | 44 674 | 68,89  |  |  |  |
| Blancs et nuls | Blancs et nuls              | Blancs et nuls | 2 293  | 5,13   |  |  |  |
| Exprimés       | Exprimés                    | Exprimés       | 42 381 | 94,87  |  |  |  |

#### Deuxième circonscription (Lure)
| Candidat       | Candidat                     | Parti          | Premier tour | Premier tour | Second tour | Second tour |  |
| Candidat       | Candidat                     | Parti          | Voix         | %            | Voix        | %           |  |
| -------------- | ---------------------------- | -------------- | ------------ | ------------ | ----------- | ----------- |  |
|                | Alfred Clerget sortant réélu | UNR-UDT        | 24 267       | 49,82        | 26 726      | 50,03       |  |
|                | Jacques Maroselli            | Radsoc         | 15 710       | 32,25        | 26 690      | 49,97       |  |
|                | Alphonse Pheulpin            | PSU            | 4 610        | 9,46         | Retrait     | Retrait     |  |
|                | Jean Tortey                  | PCF            | 4 125        | 8,47         | Retrait     | Retrait     |  |
|                |                              |                |              |              |             |             |  |
| Inscrits       | Inscrits                     | Inscrits       | 67 001       | 100,00       | 67 012      | 100,00      |  |
| Abstentions    | Abstentions                  | Abstentions    | 16 378       | 24,44        | 12 242      | 18,27       |  |
| Votants        | Votants                      | Votants        | 50 623       | 75,56        | 54 770      | 81,73       |  |
| Blancs et nuls | Blancs et nuls               | Blancs et nuls | 1 911        | 3,77         | 1 354       | 2,47        |  |
| Exprimés       | Exprimés                     | Exprimés       | 48 712       | 96,23        | 53 416      | 97,53       |  |